# Jiang Zijun
Jiang Zijun (chinesisch 薑子俊, Pinyin Jiang Zijun; * 3. März 2005) ist eine chinesische Tennisspielerin.

## Karriere
Jiang spielt hauptsächlich Turniere auf der ITF Women’s World Tennis Tour, wo sie bislang einen Titel im Doppel gewinnen konnte.
2022 gewann sie im August ihren ersten ITF-Titel im Doppel. 
2023 erhielt sie im Oktober eine Wildcard für die Qualifikation zu den Zhengzhou Open, ihrem ersten Turnier der WTA Tour, wo sie in der ersten Runde mit 0:6 und 3:6 gegen Diana Schneider verlor.

## Turniersiege

### Doppel
| Nr. | Datum           | Turnier  | Kategorie | Belag     | Partnerin | Finalgegnerinnen               | Ergebnis |
| --- | --------------- | -------- | --------- | --------- | --------- | ------------------------------ | -------- |
| 1.  | 20. August 2022 | Monastir | ITF W15   | Hartplatz | Li Zongyu | Bhuvana Kalva Jennifer Luikham | 6:1, 6:2 |